# Zeuxine triangula
Zeuxine triangula är en orkidéart som beskrevs av Johannes Jacobus Smith. Zeuxine triangula ingår i släktet Zeuxine och familjen orkidéer. Inga underarter finns listade i Catalogue of Life.